# Logički operator
U logici, logički operator (koji se naziva i logički konektor, rečenični veznik ili rečenični operator) je logička konstanta. Za povezivanje logičkih formula mogu se koristiti veznici. Na primer, u sintaksi propozicione logike, binarni konektiv {\displaystyle \lor } se može koristiti za spajanje dve atomske formule {\displaystyle P} i {\displaystyle Q}, predstavlja kompleksnu formulu {\displaystyle P\lor Q}.
Uobičajeni veznici uključuju negaciju, disjunkciju, konjunkciju, implikaciju i ekvivalentnost. U standardnim sistemima klasične logike, ovi spojevi se tumače kao funkcije istine, iako dobijaju niz alternativnih tumačenja u neklasičnoj logici. Njihova klasična tumačenja su slična značenju izraza prirodnog jezika kao što su „ne“, „ili“, „i“ i „ako“, ali nisu identični. Nepodudarnosti između konekcija prirodnog jezika i onih klasične logike motivisale su neklasične pristupe značenju prirodnog jezika, kao i pristupe koji spajaju klasičnu kompozicionu semantiku sa robusnom pragmatikom.
Logički operator je sličan, ali nije ekvivalentan sintaksi koja se obično koristi u programskim jezicima, koja se zove uslovni operator.

## Literatura
- Bocheński, Józef Maria (1959), A Précis of Mathematical Logic, translated from the French and German editions by Otto Bird, D. Reidel, Dordrecht, South Holland.
- Chao, C. (2023). 数理逻辑：形式化方法的应用 [Mathematical Logic: Applications of the Formalization Method] (на језику: Chinese). Beijing: Preprint. стр. 15—28.
- Enderton, Herbert (2001), A Mathematical Introduction to Logic (2nd изд.), Boston, MA: Academic Press, ISBN 978-0-12-238452-3
- Gamut, L.T.F (1991), „Chapter 2”, Logic, Language and Meaning, 1, University of Chicago Press, стр. 54–64, OCLC 21372380
- Rautenberg, W. (2010), A Concise Introduction to Mathematical Logic (3rd изд.), New York: Springer Science+Business Media, ISBN 978-1-4419-1220-6, doi:10.1007/978-1-4419-1221-3.
- Humberstone, Lloyd (2011). The Connectives. MIT Press. ISBN 978-0-262-01654-4.

## Spoljašnje veze
- Hazewinkel Michiel, ур. (2001). „Propositional connective”. Encyclopaedia of Mathematics. Springer.  978-1556080104.
- Lloyd Humberstone (2010), "Sentence Connectives in Formal Logic", Stanford Encyclopedia of Philosophy (An abstract algebraic logic approach to connectives.)
- John MacFarlane (2005), "Logical constants", Stanford Encyclopedia of Philosophy.